# 镇国
镇国（?—?），又作镇古。蒙古帝国驸马。汪古部人。首领必讷亦子，阿剌兀思剔吉忽里之侄。

## 生平
一说其父必讷亦死后，曾一度入质于金国。汪古部归附蒙古后，为五千户汪古人中一千户之长。曾率三十一鄂托克部众反抗蒙古，为成吉思汗及汗弟合撒儿所败，又归服成吉思汗。
一说约1211年，阿剌兀思剔吉忽里被部众杀死，镇国避居云内，后来归附成吉思汗。封北平王，摄汪古部事。娶成吉思汗女阿剌海别吉，为驸马。死后，其子聂古台袭爵。

## 子
- 聂古台，娶拖雷之女独木干公主
- 察忽，聂古台死后，继娶拖雷之女独木干公主